# Donne (Neri per Caso)
Donne (Angoli diversi vol 2) è il quattordicesimo album del gruppo vocale italiano dei Neri per Caso, pubblicato il 26 ottobre 2010.

## Descrizione
Il disco contiene brani eseguiti a cappella in cui la band duetta con sole artiste donne, tra le quali grandi dive della canzone e giovani cantanti del momento.. L'album debutta alla posizione n. 31 della classifica FIMI.
Nell'estate del 2011 è apparsa su YouTube una versione in duetto con Giorgia del brano Di sole e d'azzurro che avrebbe probabilmente dovuto far parte dell'album.

## Tracce
1. Maniac (con Alessandra Amoroso) - 3:10
2. E la luna bussò (con Loredana Bertè) - 3:29
3. Il cuore è uno zingaro (con Dolcenera) - 3:21
4. Aria di vita (con Giusy Ferreri) - 2:41
5. Street Life (con Karima) - 3:20
6. Ain't No Mountain High Enough (con Wendy Lewis) - 2:37
7. Minuetto (con Mia Martini) - 3:27
8. Baciami adesso (con Mietta) - 3:23
9. Come si cambia (con Noemi) - 3:20
10. Io che amo solo te (con Ornella Vanoni) - 3:01

## Classifiche
| Classifica | Posizione più alta |
| ---------- | ------------------ |
| FIMI       | 31                 |

## Formazione
- Ciro Caravano - voce, cori
- Gonzalo Caravano - voce, cori
- Diego Caravano - voce, cori
- Mimì Caravano - voce, cori
- Mario Crescenzo - voce, cori
- Massimo de Divitiis - voce, cori